# Zofia Kossak-Szczucka
Pour les articles homonymes, voir Kossak.
Zofia Kossak-Szczucka ou Kossak-Szatkowska (de son second mariage) (10 août 1889 à Kośmin - 9 avril 1968 à Bielsko-Biała en Pologne), écrivaine, essayiste, militante catholique et résistante polonaise.

## Biographie
Membre de la famille Kossak, elle est la petite-fille du peintre polonais Juliusz Kossak.
Elle étudie la peinture en 1912-1913 à l'École de l'Art à Varsovie puis le dessin en 1913-1914 à l'École des Beaux-Arts à Genève sur les pas de son grand-père et de son oncle Wojciech Kossak mais choisit finalement la littérature.
Elle vit en Volhynie (à l'extrême Est de la République de Pologne) où elle est victime de la brutalité de la révolution bolchevique sur ces territoires entre 1917 et 1919 qu'elle décrit dans son chef-d'œuvre Pożoga (Conflagration) admiré par Joseph Conrad lui-même, traduit en anglais sous le titre The Blaze. De cette période date son antipathie vis-à-vis des Juifs engagés dans les mouvements gauchistes.
En 1935, elle publie son roman le plus célèbre Krzyżowcy (Les Croisés). La critique compare son talent à celui de Henryk Sienkiewicz.
En 1936, elle reçoit les Palmes d’or de l’Académie polonaise de littérature.
En août 1942, Zofia Kossak-Szczucka publie un célèbre appel à sauver les Juifs : "Protest". En décembre 1942, elle est une des fondatrices de la Commission d'Aide aux Juifs et Żegota, nonobstant ses prises de position antisémites d'avant-guerre. En effet, elle juge que face à l'ampleur de la tragédie d'un peuple, l'opinion politique doit laisser place à l'éthique et elle s'engage en faveur du sauvetage des Juifs.
En septembre 1943, elle est arrêtée et déportée à Auschwitz. Ensuite, elle est condamnée à mort et transférée à la prison de Pawiak à Varsovie ; elle est libérée par la Résistance en juillet 1944,juste avant l'Insurrection à laquelle elle va participer. Elle a décrit son vécu dans le camp dans son livre   Z otchłani (De l'abîme).
De 1945 à 1957, elle réside en Grande-Bretagne, forcée à l'exil par les nouveaux dirigeants polonais. Après le « dégel de 1956 », elle rentre dans son pays natal.
En 1966, année du millénaire de la Pologne chrétienne, pour protester contre les attaques du pouvoir totalitaire communiste contre l'Église polonaise, elle refuse le prix National de Littérature.
En 1982, elle reçoit la médaille des Justes parmi les Nations (à titre posthume).
En 2018, elle reçoit, à titre posthume, la plus haute distinction polonaise, l'Ordre de l'Aigle Blanc.
En 2010, sa fille Anna Szatkowska publia un livre sur ses expériences pendant l'Insurrection de Varsovie en 1944. François Rosset, fils d'Anna, né en 1958, est un professeur de littérature française à l'Université de Lausanne.

## Œuvre
- Romans historiques : Legnickie pole (1930), Cykl: Krzyżowcy (1935), Król trędowaty (1937), Bez oręża (1937)
- Légendes et folklore : Szaleńcy Boży (1929)
- Mémoires, souvenirs de Volhynie et d'Auschwitz : Pożoga (1922), Z otchłani (1946)
- Divers livres pour enfants et adolescents